# Obřanská kotlina
Obřanská kotlina je geomorfologický okrsek na jižní Moravě, v severní části Brna. Je součástí podcelku Adamovské vrchoviny, která je částí Drahanské vrchoviny.
Jedná se o kotlinu s pahorkatinným dnem, kolem jejíhož východního okraje teče řeka Svitava, která zde vytváří průlomové údolí do Dyjsko-svrateckého úvalu. Kotlina leží v granodioritu brněnského masivu, který doplňují miocenními písky a jíly. Ve vyšších polohách se nachází zbytky říčních teras, jejichž povrch je zčásti pokryt sprašemi. Nejvyšším bodem okrsku je vrchol Hádů s nadmořskou výškou 424 m, který se nachází na samých hranicích geomorfologické jednotky.
Jihozápadní a severovýchodní část Obřanské kotliny je urbanizovaná brněnskou čtvrtí Obřany a obcí Bílovice nad Svitavou, dále se zde nachází dubové lesíky, zahrádkářské kolonie a pole. Přírodní památka Obřanská stráň zahrnuje ojedinělý zbytek xerotermních lad se stepními trávníky. Údolím Svitavy vede železniční trať Brno – Česká Třebová.